# Séléka
Séléka je povstalecká organizace působící ve Středoafrické republice. Jedná se o koalici čtyř rebelských skupin, které se domnívají, že středoafrická vláda nedodržuje mírové smlouvy o finanční podpoře, které byly podepsány mezi lety 2007 a 2011. Jednotky Séléka tvoří převážně přistěhovalci z Čadu a Súdánu, jejich programem je více práv pro muslimskou menšinu v zemi.

## Povstalecké skupiny
Koalici Séléka tvoří čtyři protivládní hnutí:
- CPJP (la Convention des patriotes pour la justice et la paix)
- CPSK (Convention Patriotique pour le Salut wa Kodro)
- UFDR (l’Union des forces démocratiques pour le rassemblement)
- FDPC (Front démocratique du peuple centrafricain)

## Dobytí Bangui
Dne 23. března 2013 vstoupili povstalci do hlavního města Bangui a vyzvali prezidenta Françoise Bozizého, aby odstoupil.
Následujícího dne 24. března metropoli rebelové obsadili. Podle poradců Françoise Bozizého prý Bozizé utekl do sousedního Konga. 26. března zrušili rebelové platnost ústavy a rozpustili parlament. Prezidentem se prohlásil šéf povstalců Michel Djotodia jako první muslim v dějinách země. Pod nátlakem mezinárodního společenství 10. ledna 2014 Djotodia na svůj post rezignoval. Následně rozpoutaly milice Anti-Balaka vlnu brutálních útoků na všechny muslimy v zemi, včetně těch, kteří nemají se Sélékou nic společného.